# Cipocereus crassisepalus
Cipocereus crassisepalus ist eine Pflanzenart aus der Gattung Cipocereus in der Familie der Kakteengewächse (Cactaceae). Das Artepitheton crassisepalus leitet sich von den lateinischen Worten crassus für ‚dick‘ sowie sepalum für ‚Kelchblatt‘ ab und verweist auf die dickfleischigen äußeren Perianthsegmente.

## Beschreibung
Cipocereus crassisepalus wächst baumförmig, verzweigt unregelmäßig und erreicht Wuchshöhen von bis 2 Metern. Die dunkelgrünen, segmentierten Trieben weisen Durchmesser von bis 6 Zentimetern auf. Es sind 4 bis 6 stumpfe Rippen vorhanden, die um die Areolen verdickt sind. Aus den runden Areolen entspringt anfangs dicke, rötlich braune Wolle und borstige Haare, die später vergrauen, bis die Areolen schließlich kahl sind. Die anfangs glänzend rötlich braunen Dornen vergrauen mit einer dunkleren Spitze. Die 1 bis 2 Mitteldornen sind aufwärts gerichtet und bis 3 Zentimeter lang. Die etwa 3 Randdornen sind ausgebreitet und weisen eine Länge von bis 2,5 Zentimeter auf.
Die Blüten sind bei einem Durchmesser von 4 Zentimetern bis 7,5 Zentimeter lang. Die birnenförmigen Früchte sind gelblich weiß und violett überhaucht.

## Systematik, Verbreitung und Gefährdung
Cipocereus crassisepalus  ist im brasilianischen Bundesstaat Minas Gerais in der Region Diamantina verbreitet.
Die Erstbeschreibung als Cereus crassisepalus erfolgte 1973 durch Albert Frederik Hendrik Buining und Arnold J. Brederoo. Nigel Paul Taylor und Daniela Cristina Zappi (* 1965) stellten die Art 1991 in die Gattung Cipocereus. Weitere nomenklatorische Synonyme sind Piptanthocereus crassisepalus (Buining & Brederoo) F.Ritter (1979) und Pilosocereus crassisepalus (Buining & Brederoo) Anceschi & Magli (2010).
Cipocereus crassisepalus wurde in der Roten Liste gefährdeter Arten der IUCN von 2002 als „Vulnerable (VU)“, d. h. gefährdet, eingestuft. Im Jahr 2013 wird die Art als „Endangered (EN)“, d. h. als stark gefährdet geführt.

## Nachweise